# 泉州公交707路
泉州公交707路是中国泉州市境内的一条公共交通线路，全程26.7公里。起讫点为福厦高铁泉州东站至龟山湾旅游区，运营时间为福厦高铁泉州东站：7:10-17:50；龟山湾旅游区：8:10-19:00。

## 历史
- 2015年6月11日，泉州公交发展有限公司（公交集团前身）发布开通707路的通知[2][3]

- 2015年6月15日，泉州公交开通707路。初期运营区间为群青村委-月亮湾停车场。初期运营时间为群青村委6:20-17:40冬/18:10夏、月亮湾停车场7:10-18:30冬/19:00夏。使用车辆为2部西虎QAC6600NG5型LNG空调公交车[4]

- 2015年8月8日，受台风苏迪罗的影响，707路停运一日，次日恢复[5]

- 2015年12月，因开通706路的需要，抽调707路一部QAC6600NG5至706路，配车数降为1部

- 2016年5月，707路接手并更换自K503路退下的1部大金龙XMQ6762NEG3型柴油空调公交车。当月，运营时间调整为群青村委6:30-15:50、月亮湾停车场7:10-16:30。

- 2016年7月9日，受台风尼伯特的影响，707路第二次停运一日[6]

- 2016年9月15日，受台风莫兰蒂的影响，707路第三次停运一日[7]

- 2016年9月28日，受台风鲇鱼的影响，707路第四次因台风停运一日[8]

- 2017年6月20日，台商公交中心枢纽站正式启用。707路取消途径群青村委，改为至台商公交中心枢纽站始发终到。[9]

- 2017年7月30日，受台风纳沙所带来的影响，707路停运1日。次日恢复运营。[10]

- 2018年1月20日，707路接手并更换自K508路退下的1部恒通CKZ6851HNA5型LNG空调公交车。原有1部XMQ6762NEG3退役。

- 2018年8月21日，707路接手并更换自701路退下的1部福田BJ6760C5MCB-1型LNG空调公交车，原有1部CKZ6851HNA5封存

- 2019年3月，707路全线更换为自K508路退下的1部中车时代TEG6851BEV09型空调电动巴士，原有1部BJ6760C5MCB-1封存

- 2019年6月1日，受海湾大道二期工程施工影响，707路取消途径黄港路、海湾大道下垵村站至月亮湾沙滩站。改为途径凯林路、滨湖南路、张青公路至月亮湾停车场。运营时间调整为台商公交中心枢纽站6:30-16:50、月亮湾停车场7:10-17:30。[11]

- 2019年7月4日，因台商公交中心枢纽站地块征收需要，707路由台商公交中心枢纽站调整至群青村始发终到。运营时间调整为群青村6:30-17:20；月亮湾停车场7:10-18:00。配车数不变。[12]

- 2020年1月26日，为配合惠安县交通局及台投区规划建设与交通局关于新型冠状病毒肺炎防控要求。707路自当日14:00起暂停运行至2月17日。[13][14]

- 2020年2月18日，707路恢复运营

- 2020年7月1日，因K20路开通需要，台投公司抽调707路1部TEG6851BEV09至K20路运行，并置换为1部恒通CKZ6851HNA5。配车数不变

- 2020年7月8日，因711路运能扩充需要，台投公司抽调707路2部福田BJ6760C5MCB-1至711路运行。707路配车数降为1部

- 2020年9月，707路再次更换为1部福田BJ6760C5MCB-1，配车数不变。运营时间调整为群青村6:30-15:50；月亮湾停车场7:10-16:50

- 2021年9月13日，应台商投资区疫情应急指挥部要求。自当日16:20起，707路暂停运营至9月30日。[15]

- 2021年10月1日，707路恢复运营。但受杏秀路改造施工影响，自该日起707路取消途径台投区管委会、群青村。改为至台投交警大队始发终到，并再次更换为1部TEG6851BEV09。运营时间、票价不变。

- 2021年11月1日，707路恢复至台投区管委会始发终到，取消途径台投交警大队。

- 2022年3月16日，因疫情防控要求暂停中心市区范围内所有公交线路运营。707路自当日首班起再次暂停运营至4月19日。[16]

- 2022年4月20日，707路恢复运营。[17]

- 2022年6月3日，707路与710路合并，707路运营区间变更为杏田公交站-八仙过海水世界。取消途径南山路、张青公路、月亮湾停车场。改为途径江锦街、滨湖东路、杏纬二路、杏园路、杏纬三路、学堂南街。同日接手并更换为1部自709路退下的友谊ZGT6608NV1C型LNG空调公交车。运营时间变更为杏田公交站6:50-15:50、八仙过海水世界7:50-16:50，票价不变。[18]

- 2022年9月3日，因优化调整，707路自该日起再次暂停运营。[19]

- 2023年9月27日，因泉州东站开通运营接驳需要，707路自该日起恢复运营。运营区间调整为福厦高铁泉州东站至龟山湾旅游区，运营时间调整为福厦高铁泉州东站7:10-17:50、八仙过海水世界8:10-19:00。使用车辆调整为3部自704路、706路划拨而来的福田BJ6650EVCA-8型空调电动巴士。[20]

## 站点
| 路线 | 路线 | 路线 | 所在地区、街道 | 所在地区、街道     | 站点名           | 备注              |
| ---- | ---- | ---- | -------------- | ------------------ | ---------------- | ----------------- |
|      |      |      | 台投区         | 凤仑街 原 东纬一路 | 福厦高铁泉州东站 | 起讫站            |
|      |      |      | 台投区         | 凤仑街 原 东纬一路 | 东纬一路中段     |                   |
|      |      |      | 台投区         | 凤仑街 原 东纬一路 | 玉坂村口         |                   |
|      |      |      | 台投区         | 杏秀路             | 执法大队         | 原名 东园运管站   |
|      |      |      | 台投区         | 杏秀路             | 后西街           |                   |
|      |      |      | 台投区         | 杏秀路             | 锦峰村           |                   |
|      |      |      | 台投区         | 杏秀路             | 海丝公园东门     | 原名 亚艺园东门   |
|      |      |      | 台投区         | 杏秀路             | 学堂北街口       | 原名 弘润医院     |
|      |      |      | 台投区         | 杏秀路             | 台投区管委会     |                   |
|      |      |      | 台投区         | 杏秀路             | 联翔西路口       |                   |
|      |      |      | 台投区         | 杏秀路             | 黄岭村           |                   |
|      |      |      | 台投区         | 杏秀路             | 山紫阳村         |                   |
|      |      |      | 台投区         | 杏秀路             | 后港村           |                   |
|      |      |      | 台投区         | 杏秀路             | 阳光村           |                   |
|      |      |      | 台投区         | 杏秀路             | 东湖村           |                   |
|      |      |      | 台投区         | 杏秀路             | 琅山村           |                   |
|      |      |      | 台投区         | 南北大道           | 秀涂村口         |                   |
|      |      |      | 台投区         | 海湾大道 228国道   | 垵头村           |                   |
|      |      |      | 台投区         | 海湾大道 228国道   | 下垵村口         | 原名 下垵村普莲寺 |
|      |      |      | 台投区         | 海湾大道 228国道   | 八仙过海水世界   |                   |
|      |      |      | 台投区         | 海湾大道 228国道   | 海霞村           | 原名 玉前村       |
|      |      |      | 台投区         | 海湾大道 228国道   | 玉霞村           |                   |
|      |      |      | 台投区         | 海湾大道 228国道   | 玉沙湾公园       |                   |
|      |      |      | 台投区         | 海湾大道 228国道   | 海城大道路口     | 原名 玉山村       |
|      |      |      | 台投区         | 海湾大道 228国道   | 海湾大道东一段   |                   |
|      |      |      | 台投区         | 海湾大道 228国道   | 海湾大道东二段   |                   |
|      |      |      | 台投区         | 海湾大道 228国道   | 海湾大道东三段   |                   |
|      |      |      | 台投区         | 海湾大道 228国道   | 海湾大道东四段   |                   |
|      |      |      | 台投区         | 海湾大道 228国道   | 海湾大道东五段   |                   |
|      |      |      | 台投区         | 海湾大道 228国道   | 浮山村口         |                   |
|      |      |      | 台投区         | 海湾大道 228国道   | 龟山湾旅游区     | 起讫站            |

## 票价
707路计价方式为一票制，票价¥2.0。
- 泉通卡普通卡9折，月票卡乘坐刷1次。敬老卡、爱心卡有效
- 可使用泉城通APP及支付宝、云闪付、微信乘车码支付

## 配车
707路配车数总计3部，其中：
- 福田BJ6650EVCA-8  3部

- 西虎QAC6600NG5
（2015.6 - 2016.5）
- 大金龙XMQ6762NEG3
（2016.5 - 2018.1）
- 恒通CKZ6851HNA5
（2018.1 - 2018.8/2020.7 - 2020.9）
- 福田BJ6760C5MCB-1
（2018.8 - 2020.7/2020.9 - ）
- 中车时代TEG6851BEV09
（2018.8 - 2020.6/2021.10 - 2022.6）
- 福田BJ6650EVCA-8
（2021.7 - 2021.8 / 2023.9 - ）
- 友谊ZGT6608NV1C
（2022.6 - 2022.9）

## 相关
- 泉州公交线路列表